# Rödharu (vid Sorpo, Nagu)
Rödharu är en ö nära Lökholmen i Nagu,  Finland. Den ligger i Skärgårdshavet i Pargas stad i den ekonomiska regionen  Åboland i landskapet Egentliga Finland, i den sydvästra delen av landet. Ön ligger omkring 5 kilometer sydost om Lökholmen, 22 kilometer sydost om Nagu kyrka, 39 kilometer söder om Åbo och omkring 150 kilometer väster om Helsingfors. Närmaste allmänna förbindelse är förbindelsebryggan vid Gullkrona som trafikeras av M/S Nordep och M/S Cheri.
Rödharu är veterligen Nagus östligaste ö. Den ligger 31 km öster om Nagus västligaste ö Snäckö.
Öns area är 1,8 hektar och dess största längd är 230 meter i öst-västlig riktning. Närmaste större samhälle är Dragsfjärd, 13,6 km öster om Rödharu.